# Rhododendron quinquefolium
Rhododendron quinquefolium is een bladverliezende struik uit de heidefamilie (Ericaceae).
De soortaanduiding quinquefolium betekent: 'vijf bladeren'. In het Engels wordt de soort wel "Cork azalea" (= kurkazalea) genoemd vanwege de kurkachtige bast. In Japan wordt de plant 'Goyo' genoemd.
De plant komt van nature voor in Japan op de eilanden Honshu en Shikoku, waar de soor vooral in ravijnen op beschaduwde plaatsen groeit. De plant komt in Japan voor op hoogten tot 3000 m. De soort groeit vaak op plaatsen waar ook Rhododendron pentaphyllum en Rhododendron degronianum voorkomen.

## Beschrijving
De struik vormt een compacte plant, die in het wild 5-6 m hoog kan worden. De soort hoort daar dus bij de hogere Rhododendron-soorten. Op zeeniveau in de Benelux wordt de soort meestal niet hoger dan 1-2 m.
Jonge twijgen zijn behaard maar worden later kaal.
De 5 x 3,5 cm grote bladeren zijn of lijken handvormig samengesteld. Hierin wijkt Rhododendron quinquefolium af van andere soorten uit hetzelfde geslacht. De bladeren verschijnen in april gelijktijdig met de bloemen. Ze groeien aan het uiteinde van de twijgen. De bladeren hebben een behaarde middennerf. Jonge bladeren zijn in april olijfgroen, maar krijgen snel een roze tot roodroze rand, wat hen bijna de schijn van bloemen geeft. In de herfst worden de bladeren robijnrood.
De klokvormige, witte bloemen met een of meer groene vlekken aan de basis, groeien in groepjes van twee of drie bijeen. De kelk is groen en behaard. De bloeiperiode is april en mei. De stijl en de doosvrucht zijn kaal.

## Tuin
De plant is niet bijzonder winterhard en heeft dus in de Benelux 's winters wel wat bescherming nodig. Schaduw is geen probleem, al stelt de soort wat zomerzon wel op prijs. Een beschutte plaats tegen de wind is vereist.
De plant is een langzame groeier, in tuinen in de Benelux doet de soort over een hoogte van 1-2 m vaak wel 10 jaar.
Wanneer de plant in tuinen wordt aangeplant, is dit vaak vanwege de bladeren.

## Trivia
Op 7 december 2001 wezen de Japanse kroonprins Naruhito en kroonprinses Masako Owada deze plant als symbool voor hun dochter prinses Aiko aan.
... · 
R. arboreum · 
R. atlanticum · 
R. canadense · 
R. catawbiense · 
R. caucasicum · 
R. dauricum · 
R. ferrugineum (Gewone alpenroos) · 
R. groenlandicum · 
R. hirsutum (Harig alpenroosje) · 
R. lapponicum · 
R. luteum (Pontische azalea) · 
R. occidentale · 
R. ponticum (Pontische rododendron) · 
R. quinquefolium · 
R. smirnowii · 
R. tomentosum · 
R. vaseyi · 
...